# Rhapidostreptus bukobanus
Rhapidostreptus bukobanus är en mångfotingart som först beskrevs av Carl Graf Attems 1927.  Rhapidostreptus bukobanus ingår i släktet Rhapidostreptus och familjen Spirostreptidae. Inga underarter finns listade i Catalogue of Life.